# Михайловское (Мордовия)
Михайловское — село, бывший центр сельской администрации в Ковылкинском районе. Население 262 чел. (2001), в основном русские.
Расположено в верховье р. Большой Азясь, в 42 км от районного центра и железнодорожной станции Ковылкино. В «Списке населённых мест Пензенской губернии» (1869) Михайловское — село казённое из 163 дворов Краснослободского уезда. Население 1275 человек в том числе 600 лиц мужского и 675 лиц женского пола.
В дореволюционное время в селе располагалось Волостное правление и православная церковь Архистратига Михаила по имени которого и названо село.
В 1930-е гг. был образован колхоз «Заря коммунизма», с 1997 г. — СХПК «Михайловский». В селе имеются основная школа, клуб, магазин, медпункт. Михайловское — родина бывшего председателя колхоза И. В. Бучумова, награждённого орденом Трудового Красного Знамени, медалями.
15 мая 2008 года был принят закон о преобразовании Михайловского сельского  поселения. Михайловское поселение, Б.Азяськое поселение, Старо-Аллогуловское поселение преобразовано в одно муниципальное образование — Большеазясьское сельское поселение с административным центром в селе Большой Азясь.

## Источник
- Энциклопедия Мордовия, В. А. Коротин.
- «Список населённых мест Пензенской губернии» (1869), стр 44, "Переписная книга 1710 года Троицкого острога с уездом" (РГАДА. Ф.396. Оп.2. Д.3590.)